# Грязевая сопка Обручева
Грязевая сопка Обручева — один из крупнейших грязевых вулканов Булганакской группы на Керченском полуострове. С 1969 года — геологический памятник природы местного значения, площадь 1 га. Сопку назвали в честь русского геолога Владимира Обручева. Входит в Региональный ландшафтный парк «Караларский»
Сопка расположена в южной части Булганакской группы грязевых вулканов, в 2 км на юг от урочища Большой Вал и в 2,5 км на север от села Бондаренково.
Вулкан возвышается над местностью на 20 метров (74 м над уровнем моря). Вершина сопки значительно изменена земляными работами. На поверхности конуса вулкана постоянно действуют грифоны — отдельные небольшие центры извержения. Крупных грифонов три, из них два выделяют воду и газ, а один — густой сопковый ил, благодаря которому сформировался конус. Известны находки пирита, сидерита, родохрозита и других минералов.

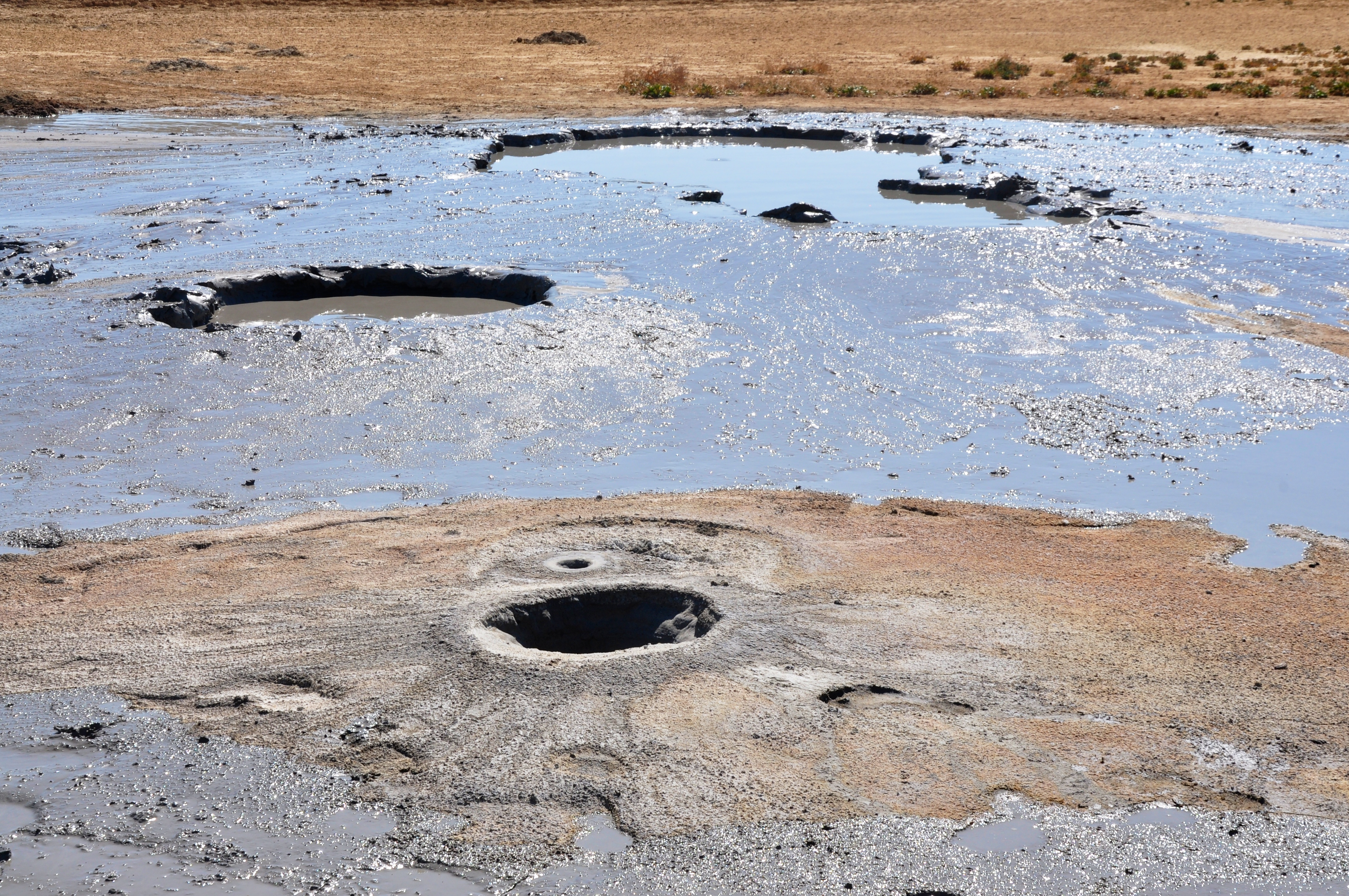
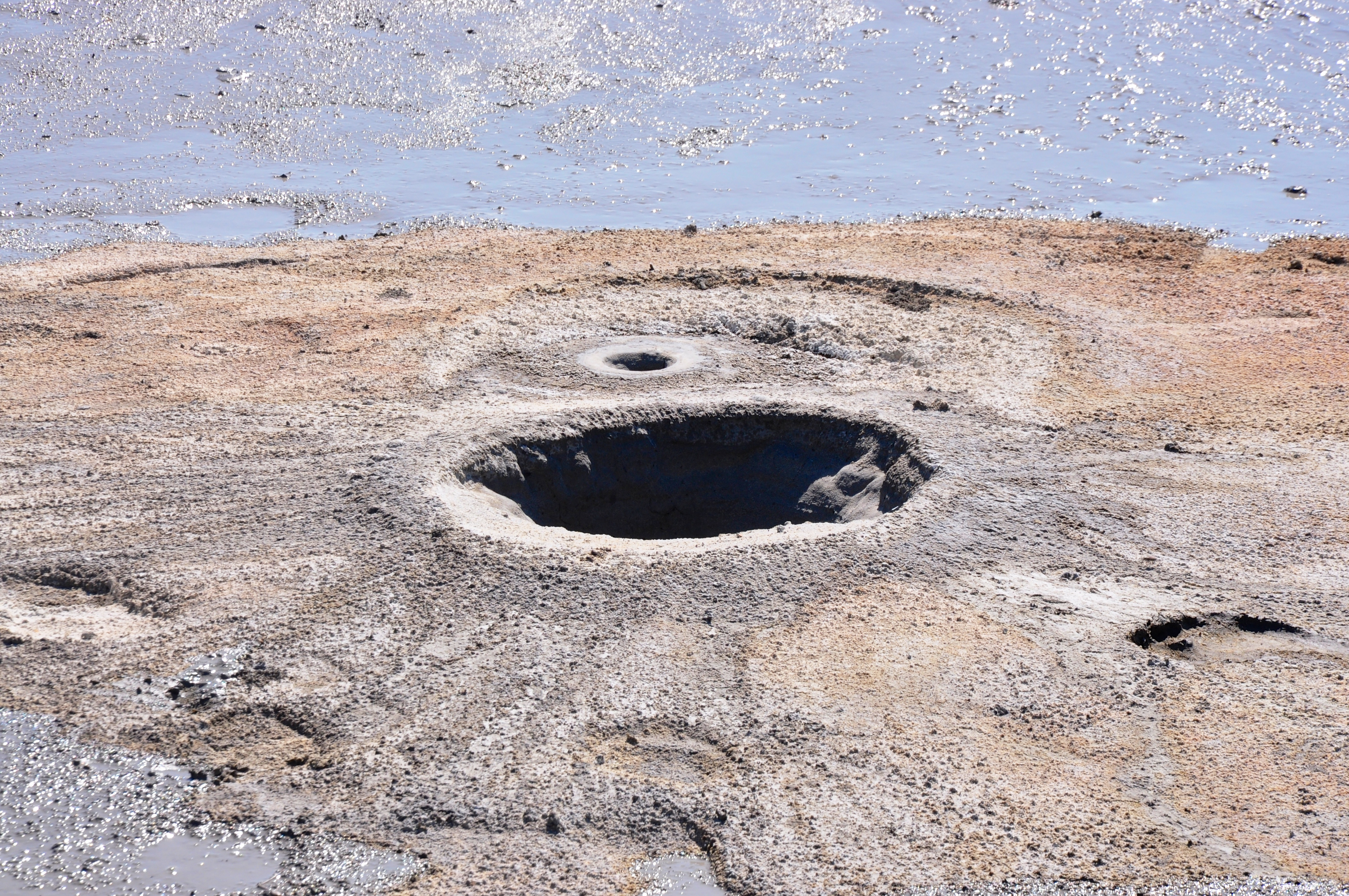
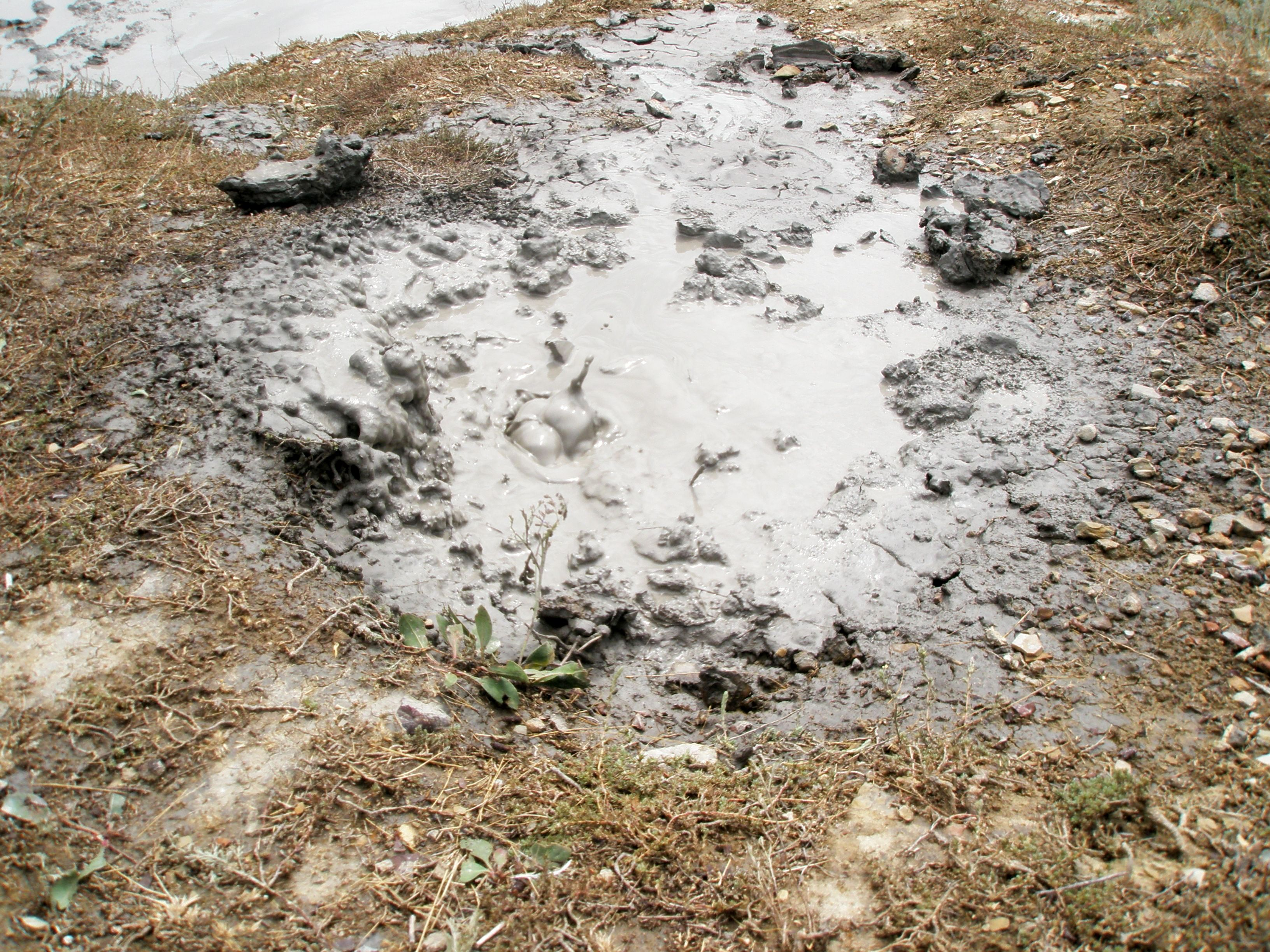
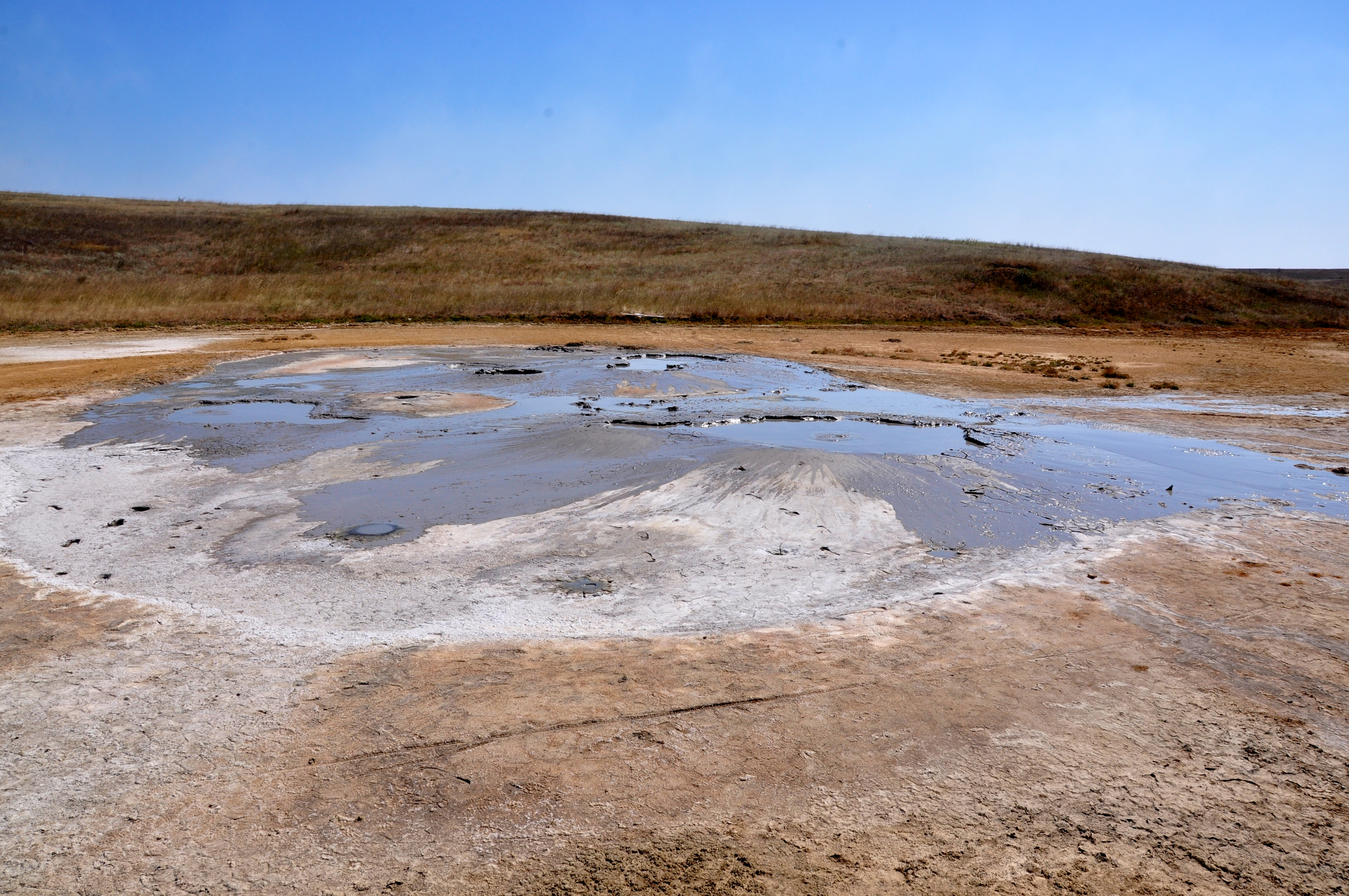
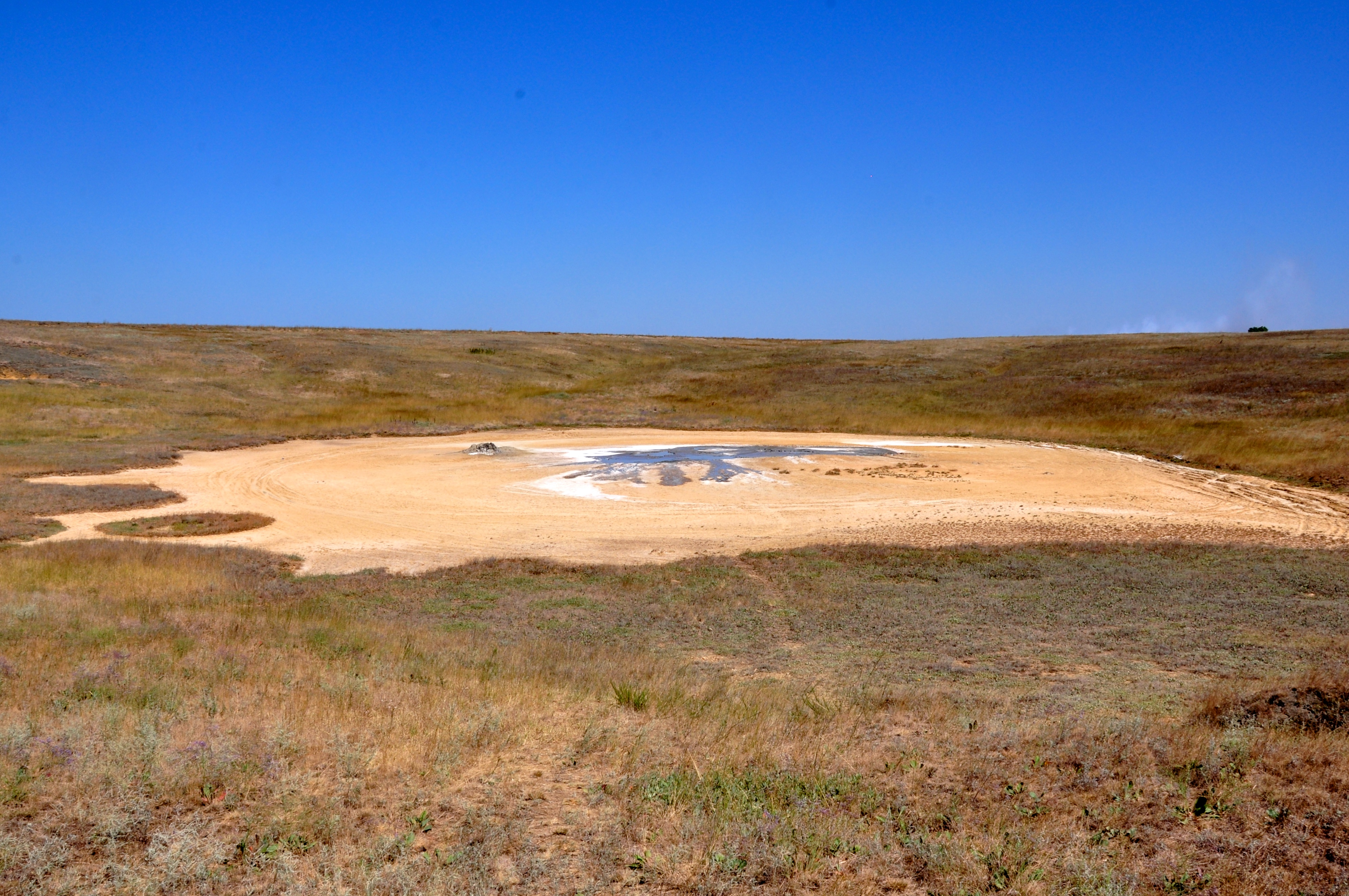